# ایوانوفکا (شهرستان باکالینسکی، باشقیرستان)
ایوانوفکا (به لاتین: Ivanovka) یک منطقهٔ مسکونی در روسیه است که در باشقیرستان واقع شده‌است.